# Sonate pour violon et piano de Louis Aubert
Pour les articles homonymes, voir Sonate pour violon et piano.
La Sonate pour violon et piano est une œuvre de Louis Aubert en trois mouvements pour violon et piano, composée en 1926 et dédiée à la mémoire de son maître Gabriel Fauré. La partition est éditée l'année suivante par les éditions Durand.

## Composition
Louis Aubert compose sa Sonate pour violon et piano en 1926. Elle est dédiée « à la mémoire de mon maître Gabriel Fauré », et est à rapprocher de la Sonate pour violon et piano no 2, op. 108 de son dédicataire. Il s'agit de l'« unique contribution du compositeur à la forme classique abstraite, de larges proportions ».

## Présentation
L'œuvre est en trois mouvements :
1. Animé ( = 176) à 
 ;
2. Lent et très expressif ( = 44) à 
 ;
3. Assez animé ( = 144) à 
 = 
.

La durée d'exécution est d'environ vingt-trois minutes,.
Pour Edwin Evans, c'est une œuvre « bien finie [qui] comporte un mouvement lent lyrique réfléchi qui, à la lumière de la dédicace, peut être considéré comme élégiaque ». Dans cet esprit, le musicographe souligne que « toute [la] sonate possède le raffinement qui caractérise Fauré et ceux qui ont partagé ses idéaux ». 

## Postérité
En 1960, l'historien de la musique Paul Pittion ne fait mention, dans son œuvre pour piano, que de l'Esquisse sur le nom de Fauré parmi ses partitions dédiées à Gabriel Fauré. En 1987, Louis Aubert est absent du Guide de la musique de chambre réalisé sous la direction de François-René Tranchefort. En 2005, le Dictionnaire de la musique dirigé par Marc Vignal mentionne que Louis Aubert « pratiqua aussi la critique musicale et fut élu à l'Institut en 1956 » mais ne donne le titre d'aucune de ses œuvres…
Vladimir Jankélévitch, avec « la gratitude pour tant d'heures émouvantes passées dans la familiarité des Poèmes arabes et de Sillages… » déclare : « N'eût-il écrit que Sillages..., les Poèmes arabes et la Sonate pour violon, Louis Aubert serait déjà l'un des plus grands musiciens français ».

## Discographie
- Jean-Pierre Armengaud — Louis Aubert, Sillages..., Sonate pour violon et piano (avec Alessandro Fagiuoli), Habanera et Feuille d'images (pour piano à quatre mains, avec Olivier Chauzu), Grand Piano GP 648, Paris, 14-15 mars 2014 ;
- Stéphanie Moraly (violon), Romain David (piano) — Louis Aubert, Intégrale de l'œuvre pour violon et piano (Sonate pour violon et piano, Caprice, Aubade, Madrigal), Sillages..., Romances, Lutins, Trois esquisses, Azur AZC 166, Festival international Albert-Roussel, 22-25 septembre 2018.